# American Football (гурт)
American Football — американський рок-гурт з міста Урбана, штат Іллінойс, що був заснований у 1997 році гітаристом, бас-гітаристом і вокалістом Майком Кінселлою, ударником і трубачем Стівом Ламосом та гітаристом Стівом Голмсом, та проіснував до 2000 року. За час свого недовгого існування, колектив записав один альбом, American Football (1999), що став класикою жанрів емо та мат-рок і багатьма критиками вважається однією з найкращих платівок десятиліття.
У 2014 році учасники гурту возз'єдналися і спільно з Нейтом Кінселлою записали ще два студійні альбоми — American Football (LP2) (2016) та American Football (LP3) (2019).

## Учасники
- Стів Голмс — гітара (з 1997)
- Стів Ламос — ударні, перкусія, труба (з 1997)
- Майк Кінселла — вокал, гітара, бас (з 1997)
- Нейт Кінселла — бас, бек-вокал, вібрафон (з 2014)

## Дискографія
- American Football EP (1998)
- American Football (1999)
- American Football (LP2) (2016)
- American Football (LP3) (2019)
- Year One Demos EP (2019)